# 部校共建新闻学院
部校共建新闻学院，是中国共产党和中華人民共和國政府推行的政策，要求中央媒体、地方党委宣传部与大学合作共建新闻学院。

## 背景
2001年，上海市委宣传部与复旦大学签署了共建协议，在其新闻学院设立院务委员会，由上海市委常委、宣传部长兼任主任，相关负责人以及业界人士担任委员，负责制定学院发展规划等重大事宜。双方在教师挂职锻炼、记者编辑授课、学生实习就业等方面进行合作。
2013年底，中宣部、教育部联合发出《关于地方党委宣传部门与高等学校共建新闻学院的意见》，推动北京市委宣传部与中国人民大学、江苏省委宣传部与南京大学、山东省委宣传部与山东大学等在内的10个省市党委宣传部门与高等学校签署共建协议。
2014年4月，光明日报与中国政法大学合作共建“光明新闻传播学院”，做出了中央媒体与高校共建新闻学院的尝试。此后，新华社与北京大学，人民日报与清华大学也正式签署共建协议。

## 共建名单

### 省部级
上海市委宣传部-复旦大学
北京市委宣传部-中国人民大学
江苏省委宣传部-南京大学
江苏省委宣传部-南京师范大学
山东省委宣传部-山东大学
光明日报-中国政法大学
新华社-北京大学
人民日报-清华大学
新疆维吾尔自治区党委宣传部-新疆大学
宁夏回族自治区党委宣传部-宁夏大学
四川省委宣传部-四川大学
青海省委宣传部-青海师范大学

### 地市级
平顶山市委宣传部-平顶山学院
萍乡市市委宣传部-萍乡学院